# Alexis Thébaux
Alexis Thébaux (Les Sables-d'Olonne, 17 maart 1985) is een Franse doelman in het betaald voetbal. Hij verruilde in juli 2015 Stade Brestois voor Paris FC. Voordien speelde hij voor onder meer FC Nantes en SM Caen.